# 永田站 (千葉縣)
永田站（日语：／ Nagata eki */?）是位於千葉縣大網白里市永田1835號，東日本旅客鐵道（JR東日本）的外房線車站。

## 歷史
- 1959年（昭和34年）3月20日：日本國有鐵道車站啟用。共有2470名居民建設此站。
- 1972年（昭和47年）7月1日：成為無人車站。
- 1987年（昭和62年）4月1日：伴隨國鐵分割民營化，車站由東日本旅客鐵道（JR東日本）營運。
- 1996年（平成8年）4月1日：成為有人車站[1]。
- 2001年（平成13年）11月18日：此站開始使用IC卡「Suica」[2]。
- 2010年（平成22年）12月4日：日間直通至京葉線的快速列車開始停靠此站[3]。

## 車站構造

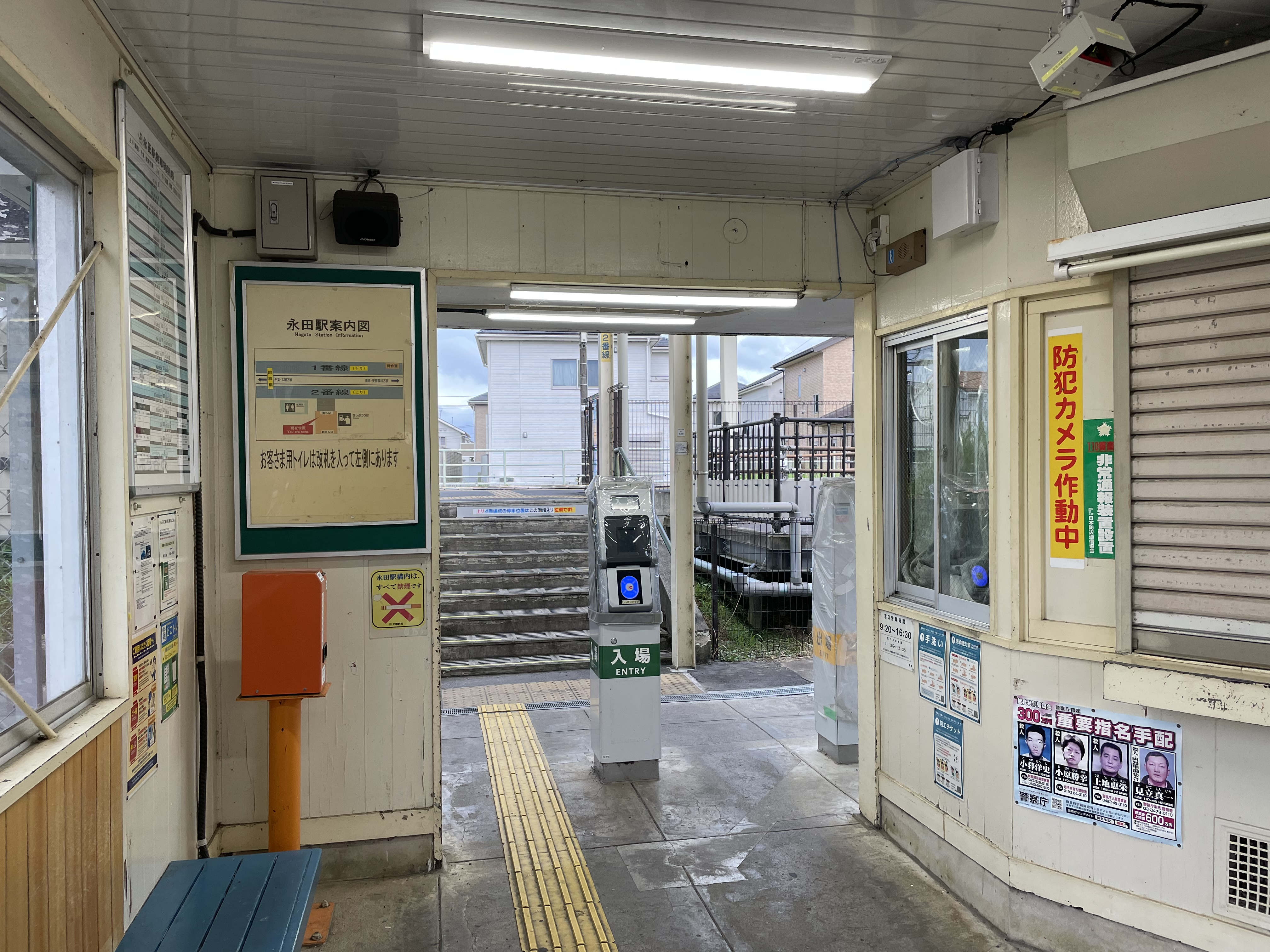
检票口（2022年7月）
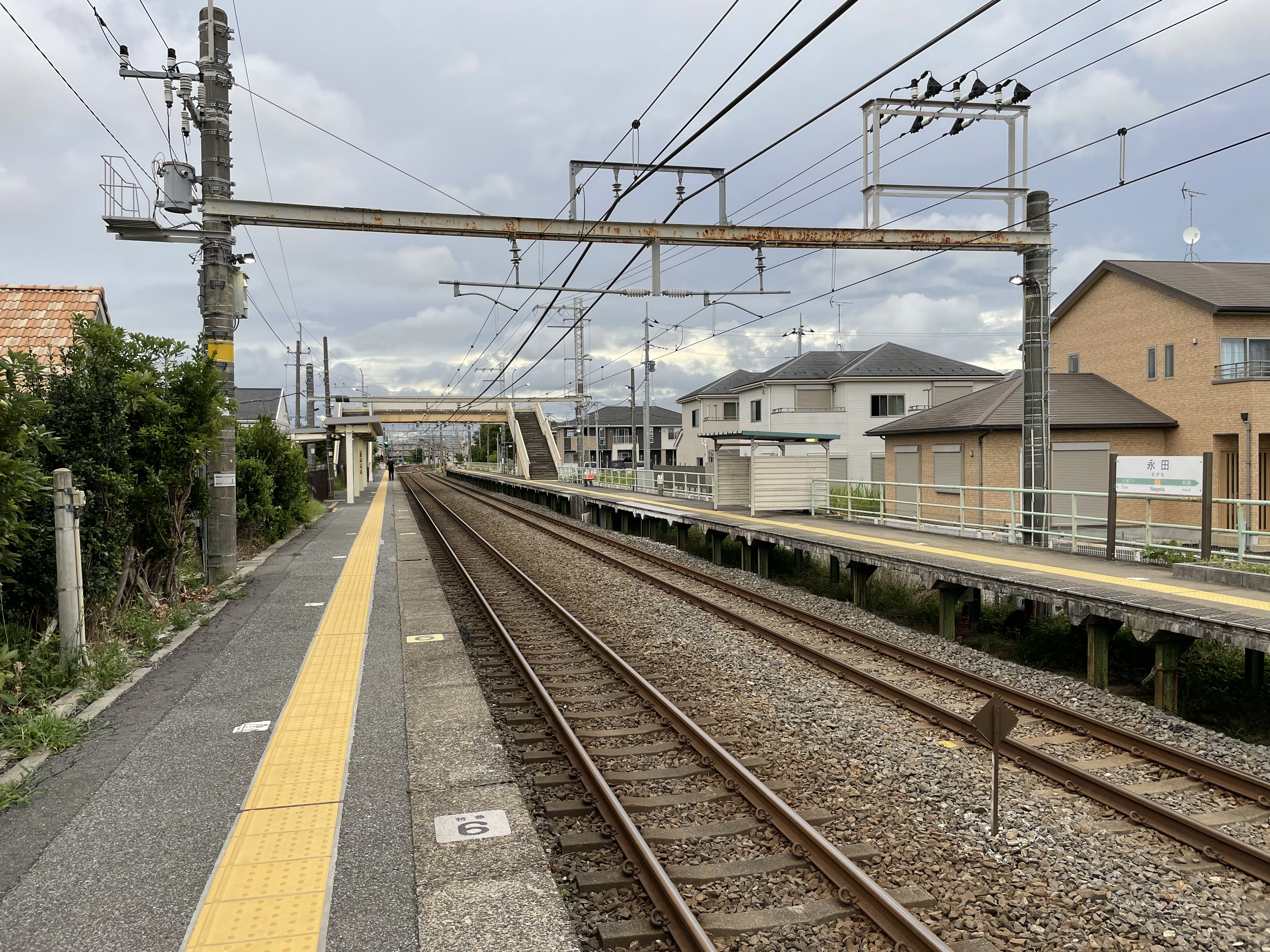
月台（2022年7月）

此站是地面車站，設有2面2線的相對式月台。月台沒有提高高度。兩月台之間設有跨線橋連接。
此站長久以來都是無人車站。隨著使用人次增加，於1996年（平成8年）4月，此站成為由大網站管理的業務委託車站，委托了JR東日本車站服務（當時是京葉企劃開發）負責車站業務。此站設有自動售票機和簡易Suica閘機。
在上行月台側設有小型車站大樓。當地車站使用者希望建設跨站式站房。
在2010年（平成22年）2月10日起，引入了外房線PRC型自動廣播系統。

### 月台
| 月台 | 路線    | 上下行 | 方向               |
| ---- | ------- | ------ | ------------------ |
| 1    | ■外房線 | 下行   | 勝浦、安房鴨川方向 |
| 2    | ■外房線 | 上行   | 大網、千葉方向     |

參考
- 靠近車站大樓一方的月台是2號月台。 月台可容納10卡車廂。

## 使用狀況
在2019年（令和元年）度1日平均乘車人次為973人，以下為乘車人次變化列表：
| 乘車人次變化       | 乘車人次變化     | 乘車人次變化 |
| 年度               | 1日平均 乘車人次 | 參考資料     |
| ------------------ | ---------------- | ------------ |
| 1990年（平成02年） | 302              | [ * 1 ]      |
| 1991年（平成03年） | 391              | [ * 2 ]      |
| 1992年（平成04年） | 517              | [ * 3 ]      |
| 1993年（平成05年） | 715              | [ * 4 ]      |
| 1994年（平成06年） | 779              | [ * 5 ]      |
| 1995年（平成07年） | 858              | [ * 6 ]      |
| 1996年（平成08年） | 1,106            | [ * 7 ]      |
| 1997年（平成09年） | 1,107            | [ * 8 ]      |
| 1998年（平成10年） | 1,116            | [ * 9 ]      |
| 1999年（平成11年） | 1,143            | [ * 10 ]     |
| 2000年（平成12年） | 1,208            | [ * 11 ]     |
| 2001年（平成13年） | 1,268            | [ * 12 ]     |
| 2002年（平成14年） | 1,283            | [ * 13 ]     |
| 2003年（平成15年） | 1,311            | [ * 14 ]     |
| 2004年（平成16年） | 1,323            | [ * 15 ]     |
| 2005年（平成17年） | 1,317            | [ * 16 ]     |
| 2006年（平成18年） | 1,338            | [ * 17 ]     |
| 2007年（平成19年） | 1,361            | [ * 18 ]     |
| 2008年（平成20年） | 1,360            | [ * 19 ]     |
| 2009年（平成21年） | 1,311            | [ * 20 ]     |
| 2010年（平成22年） | 1,302            | [ * 21 ]     |
| 2011年（平成23年） | 1,224            | [ * 22 ]     |
| 2012年（平成24年） | 1,183            | [ * 23 ]     |
| 2013年（平成25年） | 1,163            | [ * 24 ]     |
| 2014年（平成26年） | 1,099            | [ * 25 ]     |
| 2015年（平成27年） | 1,069            | [ * 26 ]     |
| 2016年（平成28年） | 1,049            | [ * 27 ]     |
| 2017年（平成29年） | 1,059            | [ * 28 ]     |
| 2018年（平成30年） | 1,027            | [ * 29 ]     |
| 2019年（令和元年） | 973              |              |

## 車站周邊
車站出入口的南邊設有迴旋路。在車站出入口對面也有迴旋路，但是該處沒有通道連接車站。車站附近設有永田野、瑞穗台（與大網站相同距離）等住宅區。在住宅區以外的地方為田園地帶。
- 國道128號（日语：国道128号）
- 大網白里市立瑞穗小學（日语：大網白里市立瑞穂小学校）
- 大網白里市立瑞穗幼稚園
- 鴨保育園
- TOPMART（日语：トップマート）大網店
- 京葉D2（日语：ケーヨーデイツー）大網永田店
- 林美食廣場（日语：フードプラザハヤシ）本納店
- 大谷池

## 巴士路線
從前此站前設有大網09系統巴士站，行走於茂原站～大網站之間，只於星期六設有1往返班次，現已取消。

## 相鄰車站
東日本旅客鐵道（JR東日本）
■外房線
■通勤快速、■快速（除了日間時段以外，途經京葉線）、■快速（途經總武線）
通過
■快速（日間時段，途經京葉線）、■普通（各站停車）
大網－永田－本納

## 注腳

### 使用狀況
1. ↑  千葉縣統計年鑑 （页面存档备份，存于）（日語） - 千葉縣
2. ↑  データ大網白里 （页面存档备份，存于）（日語） - 大網白里市

JR東日本2000年度以後的乘車人次
1. ↑  各駅の乗車人員（2000年度） （页面存档备份，存于）（日語） - JR東日本
2. ↑  各駅の乗車人員（2001年度） （页面存档备份，存于）（日語） - JR東日本
3. ↑  各駅の乗車人員（2002年度） （页面存档备份，存于）（日語） - JR東日本
4. ↑  各駅の乗車人員（2003年度） （页面存档备份，存于）（日語） - JR東日本
5. ↑  各駅の乗車人員（2004年度） （页面存档备份，存于）（日語） - JR東日本
6. ↑  各駅の乗車人員（2005年度） （页面存档备份，存于）（日語） - JR東日本
7. ↑  各駅の乗車人員（2006年度） （页面存档备份，存于）（日語） - JR東日本
8. ↑  各駅の乗車人員（2007年度） （页面存档备份，存于）（日語） - JR東日本
9. ↑  各駅の乗車人員（2008年度） （页面存档备份，存于）（日語） - JR東日本
10. ↑  各駅の乗車人員（2009年度） （页面存档备份，存于）（日語） - JR東日本
11. ↑  各駅の乗車人員（2010年度） （页面存档备份，存于）（日語） - JR東日本
12. ↑  各駅の乗車人員（2011年度） （页面存档备份，存于）（日語） - JR東日本
13. ↑  各駅の乗車人員（2012年度） （页面存档备份，存于）（日語） - JR東日本
14. ↑  各駅の乗車人員（2013年度） （页面存档备份，存于）（日語） - JR東日本
15. ↑  各駅の乗車人員（2014年度） （页面存档备份，存于）（日語） - JR東日本
16. ↑  各駅の乗車人員（2015年度） （页面存档备份，存于）（日語） - JR東日本
17. ↑  各駅の乗車人員（2016年度） （页面存档备份，存于）（日語） - JR東日本
18. ↑  各駅の乗車人員（2017年度） （页面存档备份，存于）（日語） - JR東日本
19. ↑  各駅の乗車人員（2018年度） （页面存档备份，存于）（日語） - JR東日本
20. ↑  各駅の乗車人員（2019年度） （页面存档备份，存于）（日語） - JR東日本

千葉縣統計年鑑
1. ↑  千葉縣統計年鑑（平成3年） （页面存档备份，存于）（日語）
2. ↑  千葉縣統計年鑑（平成4年） （页面存档备份，存于）（日語）
3. ↑  千葉縣統計年鑑（平成5年） （页面存档备份，存于）（日語）
4. ↑  千葉縣統計年鑑（平成6年） （页面存档备份，存于）（日語）
5. ↑  千葉縣統計年鑑（平成7年） （页面存档备份，存于）（日語）
6. ↑  千葉縣統計年鑑（平成8年） （页面存档备份，存于）（日語）
7. ↑  千葉縣統計年鑑（平成9年） （页面存档备份，存于）（日語）
8. ↑  千葉縣統計年鑑（平成10年） （页面存档备份，存于）（日語）
9. ↑  千葉縣統計年鑑（平成11年） （页面存档备份，存于）（日語）
10. ↑  千葉縣統計年鑑（平成12年） （页面存档备份，存于）（日語）
11. ↑  千葉縣統計年鑑（平成13年） （页面存档备份，存于）（日語）
12. ↑  千葉縣統計年鑑（平成14年） （页面存档备份，存于）（日語）
13. ↑  千葉縣統計年鑑（平成15年） （页面存档备份，存于）（日語）
14. ↑  千葉縣統計年鑑（平成16年） （页面存档备份，存于）（日語）
15. ↑  千葉縣統計年鑑（平成17年） （页面存档备份，存于）（日語）
16. ↑  千葉縣統計年鑑（平成18年） （页面存档备份，存于）（日語）
17. ↑  千葉縣統計年鑑（平成19年） （页面存档备份，存于）（日語）
18. ↑  千葉縣統計年鑑（平成20年） （页面存档备份，存于）（日語）
19. ↑  千葉縣統計年鑑（平成21年） （页面存档备份，存于）（日語）
20. ↑  千葉縣統計年鑑（平成22年） （页面存档备份，存于）（日語）
21. ↑  千葉縣統計年鑑（平成23年） （页面存档备份，存于）（日語）
22. ↑  千葉縣統計年鑑（平成24年） （页面存档备份，存于）（日語）
23. ↑  千葉縣統計年鑑（平成25年） （页面存档备份，存于）（日語）
24. ↑  千葉縣統計年鑑（平成26年） （页面存档备份，存于）（日語）
25. ↑  千葉縣統計年鑑（平成27年） （页面存档备份，存于）（日語）
26. ↑  千葉縣統計年鑑（平成28年） （页面存档备份，存于）（日語）
27. ↑  千葉縣統計年鑑（平成29年） （页面存档备份，存于）（日語）
28. ↑  千葉縣統計年鑑（平成30年） （页面存档备份，存于）（日語）
29. ↑  千葉縣統計年鑑（令和元年） （页面存档备份，存于）（日語）

## 外部連結
- 車站資訊（永田）：東日本旅客鐵道（日語）